# Coppa del Mondo T20 maschile di cricket 2007
La Coppa del Mondo T20 maschile di cricket 2007 è stata l'edizione inaugurale del campionato del mondo di cricket in versione Twenty20. Si è disputato in Sudafrica tra l'11 settembre e il 24 settembre 2007. Dodici squadre presero parte alla manifestazione durata tredici giorni, tra queste i dieci full members dell'International Cricket Council (ICC) con l'aggiunta di Kenya e Scozia, le due finaliste del 2007 WCL Division One tournament. La vittoria finale andò alla selezione indiana che sconfisse in finale la selezione pakistana.

## Partecipanti

### Gruppo A
- Bangladesh
- Indie Occidentali
- Sudafrica

### Gruppo B
- Australia
- Inghilterra
- Zimbabwe

### Gruppo C
- Kenya
- Nuova Zelanda
- Sri Lanka

### Gruppo D
- India
- Pakistan
- Scozia

## Primo turno

### Gruppo A

#### Partite
| Data              | Luogo                                  |                                     |                              | Risultato              |
| ----------------- | -------------------------------------- | ----------------------------------- | ---------------------------- | ---------------------- |
| 11 settembre 2007 | Wanderers Stadium Johannesburg         | Indie Occidentali 205/6 (20 overs)  | Sudafrica 208/2 (17.4 overs) | RSA vince di 8 wickets |
| 13 settembre 2007 | Wanderers Stadium Johannesburg         | Indie Occidentali 164/8 (20 overs)  | Bangladesh 165/4 (18 overs)  | BAN vince di 6 wickets |
| 15 settembre 2007 | Newlands Cricket Ground Città del Capo | Bangladesh 144/all out (19.3 overs) | Sudafrica 146/3 (18.5 overs) | RSA vince di 7 wickets |

#### Classifica
| Squadra           | Seed | Pts | G | V | P | NR | NRR    |
| ----------------- | ---- | --- | - | - | - | -- | ------ |
| Sudafrica         | A1   | 4   | 2 | 2 | 0 | 0  | +0.974 |
| Bangladesh        | A3   | 2   | 2 | 1 | 1 | 0  | +0.149 |
| Indie Occidentali | A2   | 0   | 2 | 0 | 2 | 0  | −1.233 |

### Gruppo B

#### Partite
| Data              | Luogo                                  |                                    |                              | Risultato              |
| ----------------- | -------------------------------------- | ---------------------------------- | ---------------------------- | ---------------------- |
| 12 settembre 2007 | Newlands Cricket Ground Città del Capo | Australia 138/9 (20 overs)         | Zimbabwe 139/5 (19.5 overs)  | ZIM vince di 5 wickets |
| 13 settembre 2007 | Newlands Cricket Ground Città del Capo | Inghilterra 188/9 (20 overs)       | Zimbabwe 138/7 (20 overs)    | ENG vince di 50 runs   |
| 14 settembre 2007 | Newlands Cricket Ground Città del Capo | Inghilterra 135/all out (20 overs) | Australia 137/2 (14.5 overs) | AUS vince di 8 wickets |

#### Classifica
| Squadra     | Seed | Pts | G | V | P | NR | NRR    |
| ----------- | ---- | --- | - | - | - | -- | ------ |
| Australia   | B1   | 2   | 2 | 1 | 1 | 0  | +0.987 |
| Inghilterra | B2   | 2   | 2 | 1 | 1 | 0  | +0.209 |
| Zimbabwe    | B3   | 2   | 2 | 1 | 1 | 0  | −1.196 |

### Gruppo C

#### Partite
| Data              | Luogo                           |                                |                                | Risultato              |
| ----------------- | ------------------------------- | ------------------------------ | ------------------------------ | ---------------------- |
| 12 settembre 2007 | Sahara Stadium Kingsmead Durban | Kenya 73/all out (16.5 overs)  | Nuova Zelanda 74/1 (7.4 overs) | NZL vince di 9 wickets |
| 14 settembre 2007 | Wanderers Stadium Johannesburg  | Sri Lanka 260/6 (20 overs)     | Kenya 88/all out (19.3 overs)  | SRI vince di 172 runs  |
| 15 settembre 2007 | Wanderers Stadium Johannesburg  | Nuova Zelanda 164/7 (20 overs) | Sri Lanka 168/3 (18.5 overs)   | SRI vince di 7 wickets |

#### Classifica
| Squadra       | Seed | Pts | G | V | P | NR | NRR    |
| ------------- | ---- | --- | - | - | - | -- | ------ |
| Sri Lanka     | C2   | 4   | 2 | 2 | 0 | 0  | +4.721 |
| Nuova Zelanda | C1   | 2   | 2 | 1 | 1 | 0  | +2.396 |
| Kenya         | C3   | 0   | 2 | 0 | 2 | 0  | −8.047 |

### Gruppo D

#### Partite
| Data              | Luogo                           |                           |                                 | Risultato                        |
| ----------------- | ------------------------------- | ------------------------- | ------------------------------- | -------------------------------- |
| 12 settembre 2007 | Sahara Stadium Kingsmead Durban | Pakistan 171/9 (20 overs) | Scozia 120/all out (19.5 overs) | PAK vince di 51 runs             |
| 13 settembre 2007 | Sahara Stadium Kingsmead Durban | India                     | Scozia                          | PARTITA ANNULLATA                |
| 14 settembre 2007 | Sahara Stadium Kingsmead Durban | India 141/9 (20 overs)    | Pakistan 141/7 (20 overs)       | PARITA IND vince 3-0 al bowl out |

#### Classifica
| Squadra  | Seed | Pts | G | V | P | NR | NRR    |
| -------- | ---- | --- | - | - | - | -- | ------ |
| India    | D2   | 3   | 2 | 1 | 0 | 1  | 0.000  |
| Pakistan | D1   | 2   | 2 | 1 | 1 | 0  | +1.275 |
| Scozia   | D3   | 1   | 2 | 0 | 1 | 1  | −2.550 |

## Super 8

### Gruppo E

#### Partite
| Data              | Luogo                                  |                                      |                              | Risultato              |
| ----------------- | -------------------------------------- | ------------------------------------ | ---------------------------- | ---------------------- |
| 16 settembre 2007 | Wanderers Stadium Johannesburg         | Nuova Zelanda 190/all out (20 overs) | India 180/9 (20 overs)       | NZL vince di 10 runs   |
| 16 settembre 2007 | Newlands Cricket Ground Città del Capo | Sudafrica 154/8 (20 overs)           | Inghilterra 135/7 (20 overs) | RSA vince di 19 runs   |
| 18 settembre 2007 | Sahara Stadium Kingsmead Durban        | Nuova Zelanda 164/9 (20 overs)       | Inghilterra 159/8 (20 overs) | NZL vince di 5 runs    |
| 19 settembre 2007 | Sahara Stadium Kingsmead Durban        | Nuova Zelanda 153/8 (20 overs)       | Sudafrica 158/4 (19.1 overs) | RSA vince di 6 wickets |
| 19 settembre 2007 | Sahara Stadium Kingsmead Durban        | India 218/4 (20 overs)               | Inghilterra 200/6 (20 overs) | IND vince di 18 runs   |
| 20 settembre 2007 | Sahara Stadium Kingsmead Durban        | India 153/5 (20 overs)               | Sudafrica 116/9 (20 overs)   | IND vince di 37 runs   |

#### Classifica
| Squadra       | Pts | G | V | P | NR | NRR    |
| ------------- | --- | - | - | - | -- | ------ |
| India         | 4   | 3 | 2 | 1 | 0  | +0.750 |
| Nuova Zelanda | 4   | 3 | 2 | 1 | 0  | +0.050 |
| Sudafrica     | 4   | 3 | 2 | 1 | 0  | −0.116 |
| Inghilterra   | 0   | 3 | 0 | 3 | 0  | −0.700 |

### Gruppo F

#### Partite
| Data              | Luogo                                  |                                     |                                    | Risultato               |
| ----------------- | -------------------------------------- | ----------------------------------- | ---------------------------------- | ----------------------- |
| 16 settembre 2007 | Newlands Cricket Ground Città del Capo | Bangladesh 123/8 (20 overs)         | Australia 124/1 (13.5 overs)       | AUS vince di 9 wickets  |
| 17 settembre 2007 | Wanderers Stadium Johannesburg         | Pakistan 189/6 (20 overs)           | Sri Lanka 159/9 (20 overs)         | PAK vince di 33 runs    |
| 18 settembre 2007 | Wanderers Stadium Johannesburg         | Australia 164/7 (20 overs)          | Pakistan 165/4 (19.1 overs)        | PAK vince di 6 wickets  |
| 18 settembre 2007 | Wanderers Stadium Johannesburg         | Sri Lanka 147/5 (20 overs)          | Bangladesh 83/all out (15.5 overs) | SRI vince di 64 runs    |
| 20 settembre 2007 | Newlands Cricket Ground Città del Capo | Sri Lanka 101/all out (19.3 overs)  | Australia 102/0 (10.2 overs)       | AUS vince di 10 wickets |
| 20 settembre 2007 | Newlands Cricket Ground Città del Capo | Bangladesh 140/all out (19.4 overs) | Pakistan 141/6 (19 overs)          | PAK vince di 4 wickets  |

#### Classifica
| Squadra    | Pts | G | V | P | NR | NRR    |
| ---------- | --- | - | - | - | -- | ------ |
| Pakistan   | 6   | 3 | 3 | 0 | 0  | +0.843 |
| Australia  | 4   | 3 | 2 | 1 | 0  | +2.256 |
| Sri Lanka  | 2   | 3 | 1 | 2 | 0  | -0.697 |
| Bangladesh | 0   | 3 | 0 | 3 | 0  | -2.031 |

## Eliminazione diretta
|  | Semifinali    | Semifinali    | Semifinali |       |          | Finale   | Finale | Finale |  |
|  |               |               |            |       |          |          |        |        |  |
|  | Nuova Zelanda | Nuova Zelanda | 143/8      |       |          |          |        |        |  |
|  | Nuova Zelanda | Nuova Zelanda | 143/8      |       |          |          |        |        |  |
|  | Pakistan      | Pakistan      | 147/4      |       |          |          |        |        |  |
|  | Pakistan      | Pakistan      | 147/4      |       | Pakistan | Pakistan | 152/ao |        |  |
|  |               |               |            |       | Pakistan | Pakistan | 152/ao |        |  |
|  |               |               | India      | India | 157/5    |          |        |        |  |
|  | India         | India         | India      | India | 157/5    | 188/5    |        |        |  |
|  | India         | India         |            |       |          |          |        |        |  |
|  | Australia     | Australia     | 173/7      |       |          |          |        |        |  |

### Semifinali
| Data              | Luogo                                  |                                |                             | Risultato              |
| ----------------- | -------------------------------------- | ------------------------------ | --------------------------- | ---------------------- |
| 22 settembre 2007 | Newlands Cricket Ground Città del Capo | Nuova Zelanda 143/8 (20 overs) | Pakistan 147/4 (18.5 overs) | PAK vince di 6 wickets |
| 22 settembre 2007 | Sahara Stadium Kingsmead Durban        | India 188/5 (20 overs)         | Australia 173/7 (20 overs)  | IND vince di 15 runs   |

### Finale
| Data              | Luogo                          |                        |                                   | Risultato           |
| ----------------- | ------------------------------ | ---------------------- | --------------------------------- | ------------------- |
| 24 settembre 2007 | Wanderers Stadium Johannesburg | India 157/5 (20 overs) | Pakistan 152/all out (19.4 overs) | IND vince di 5 runs |